# ميكائيل سانتانا
ميكائيل سانتانا (بالإنجليزية: Mikael Santana)‏ هو موسيقي أمريكي، ولد في 31 ديسمبر 1957 في ليكلاند في الولايات المتحدة.

## وصلات خارجية
- الموقع الرسمي